# SG Egelsbach 1874
SG Egelsbach is een Duitse sportclub uit Egelsbach, Hessen. De club is actief in onder andere boksen, voetbal, handbal, judo, atletiek,  kunstrolschaatsen, tennis, tafeltennis, turnen, volleybal, skiën, wandelen en vrijetijdssport. 
De club ontstond na de Tweede Wereldoorlog. Alle Duitse clubs werden ontbonden en overal werden nieuwe clubs opgericht met de naam SG en dan de plaatsnaam. Deze SG was de opvolger van Turnverein von 1874, Turngemeinde von 1885, Arbeiter-Radfahrverein 1905  en FC Egelsbach von 1903. In tegenstelling tot in vele andere gemeenten werden de oude clubs niet heropgericht en bleef deze fusieclub bestaan. 

## FC 03 Egelsbach
In 1903 werd FC Egelsbach opgericht. De club sloot zich aan bij de Zuid-Duitse voetbalbond. In 1911 werd de club kampioen van de C-klasse en in 1913 van de B-klasse. Nadat ze in 1921 ook kampioen werden in de A-klasse promoveerde de club naar de hoogste klasse van de Maincompetitie. De club werd samen met TV Heusenstamm laatste en degradeerde weer. 

## Voetbalafdeling SG Egelsbach
In 1974 promoveerde de club naar de Landesliga Hessen-Süd (vierde klasse). In 1976 nam de club deel aan de DFB-Pokal en versloeg in de eerste ronde 1. FC Mülheim en verloor dan van VfL Osnabrück. In 1979 promoveerde de club naar de Oberliga Hessen en speelde daar twee seizoenen. Ook in 1980/81 nam de club deel aan de DFB-Pokal en versloeg nu TuS Neuendorf en speelde dan in de tweede ronde tegen Bundesligaclub 1. FC Kaiserslautern. In 1989 promoveerde de club weer naar de Oberliga en degradeerde meteen weer, maar kon ook hierna weer meteen promoveren. De volgende jaren bleef de club in de Oberliga en eindigde enkele keren vierde. In 1994 kwalificeerde de club zich voor de Regionalliga Süd. Na drie seizoenen Regionalliga zakte de club terug naar de Oberliga. Het avontuur in de hogere reeksen bracht echter een financiële kater met zich mee en de club moest gedwongen een stap terugzetten naar de Bezirksliga in 1998. De club speelt nu in de lagere reeksen. 